# Талышский национализм
Талышский национализм (тал. Tološati/Толошати), также талышизм или талышство — это движение, направленное на защиту культурной, языковой и политической идентичности талышей, народа проживающего в основном в Азербайджане и Иране. Это стремление связано с историческими факторами, такими как борьба за автономию и признание прав талышского народа, а также защита языка и традиций. Националисты подчёркивают важность культурного наследия талышского народа в контексте современных политических реалий. Талышский национализм сталкивается с оппозицией со стороны властей, что приводит к репрессиям против активистов.
Талыши продолжают сохранять свою культуру и язык, однако сталкиваются с вызовами в области прав человека и самовыражения. Возможные сценарии развития событий включают усиление автономистских настроений или интеграцию в более широкие национальные процессы.
Требование о децентрализации власти, чтобы способствовать более справедливому представительству группы талышского меньшинства, а также гарантировать культурные и языковые свободы.
Талышское ханство положило начало Талышскому национальному движению в ХVIII веке, общенародной борьбе за восстановление талышской государственности. Позже была создана Муганская Советская Республика и Гилянская Советская Республика во главе которой встал Мирза Кучек являвшийся талышом.
Талышский вопрос связан с проблемами талышей — самого многочисленного из негосударственных народов Закавказья.
Проблема обострилась после развала СССР и создания независимой Азербайджанской Республики, которая взяла курс на создание унифицированной азербайджанской (тюркской) идентичности.
Талышская национальная идея находит признание среди талышского общества. В Иране наблюдается определённая активность в талышском направлении. Талышский вопрос имеет давние корни и на современном этапе рассматривается как важный фактор политических событий в регионе.

## События
Некоторые исторические события, которые повлияли на формирование талышского национализма:
- Образование Талышского ханства в середине XVIII века в результате распада державы Надир-шаха.
- Присоединение Талышского ханства к Российской империи по Туркманчайскому договору 1828 года.
- В годы советской власти талыши подвергались усиленной азербайджанизации, что создавало у них сепаратистские настроения.
- Создание второй Талыш-Муганской автономной республики в 1993 году — считается моментом формирования талышского освободительного движения.
- Создание радио «Голос Талышистана» по инициативе профессора Гарника Асатряна, что стало толчком для талышского движения.
- Создание «Национального телевидения Талышистана» группой талышских интеллектуалов во главе с Фахраддином Абосзодой.